# Глюзицький Валентин Павлович
Валентин Павлович Глюзицький (нар. 1929, тепер Чернігівська область — ?) — український радянський діяч, новатор виробництва, токар Прилуцького заводу протипожежного устаткування Чернігівської області. Депутат Верховної Ради УРСР 5—6-го скликання. 

## Біографія
Народився у селянській родині. Трудову діяльність розпочав у колгоспі, працював підручним коваля колгоспної кузні.
З 1950 року — токар Прилуцького заводу протипожежного устаткування селища Ладан Прилуцького району Чернігівської області. Виробляв на токарному верстаті за місяць 4,5 місячні норми. Автор багатьох новаторських пропозицій та розробок.
Член КПРС.

## Нагороди
- орден «Знак Пошани» (1958)
- медалі